# Académie d'aéromodélisme
L'académie d'aéromodélisme (Academy of Model Aeronautics - AMA), basée à Muncie, dans l'Indiana (USA), est un organisme à but non lucratif voué à la promotion de l'aviation modèle comme sport reconnu ainsi que comme activité récréative. Il s'agit de la plus grande organisation du genre avec un effectif actuel d'environ 195 000 membres, dont près de 57 000 sont des jeunes de moins de 19 ans. 
Fondée en 1936, l'AMA est l'organisme national officiel de l'aviation modèle aux États-Unis. Ils sanctionnent plus d'un millier de compétitions de modèles réduits et un nombre croissant d'événements Fly-in non compétitifs pour les aéromodélistes membres dans tout le pays chaque année, affrètent plus de 2500 clubs d'avions modèles réduits et offrent des sanctions de concours, une assurance responsabilité civile et l'acquisition de sites de vol. Ils certifient également les records officiels de vol de modèle.
Tous les clubs agréés par l'AMA exigent que leurs membres volants souscrivent à une adhésion à l'AMA pour ladite assurance responsabilité civile. Pour être couvert par leur assurance, un membre de l'AMA n'a pas besoin de voler sur le site de vol d'un club affrété, mais les membres doivent suivre leurs directives «Code de sécurité». La couverture d'assurance de l'AMA est supérieure à celle du propriétaire ou à une autre assurance.
Avec l'intérêt croissant pour les petits avions de parc qui volent souvent en dehors des terrains de club réguliers, l'AMA propose désormais une adhésion et une couverture à faible coût pour les amateurs de flyers de parc.
Parmi ses publications, citons Park Pilot pour ceux qui s'intéressent aux circulaires sur les parcs ou qui sont inscrits au programme pilote des parcs de l'Académie, ainsi que depuis mars 2010, AMA Today, un bulletin électronique bimensuel envoyé par courrier électronique aux membres. La présence Web de l'AMA est en partie mise à jour grâce à la vidéo d'information mensuelle "AMA Air" hébergée sur YouTube.